# Soluție Ringer
Soluția Ringer este o soluție ce conține mai multe săruri dizolvate în apă în scopul creării unei soluții izotonice în raport cu fluidele corporale ale unui organism animal. Soluția Ringer conține, de obicei, clorură de sodiu, clorură de potasiu, clorură de calciu și bicarbonat de sodiu, ultimul fiind utilizat pentru a echilibra pH-ul. Alte substanțe adăugate pot include surse energetice pentru celule, inclusiv ATP și dextroză, precum și antibiotice și antifungice.

## Utilizări medicale
Soluția Ringer este administrată frecvent la pacienții umani și veterinari pentru hidratarea pe cale intravenoasă sau subcutanată și pentru a extinde compartimentul vascular în caz de hipovolemie. De asemenea, se utilizează în experimente in vitro pe organe sau țesuturi, cum ar fi testarea in vitro a mușchilor. Compoziția exactă în ioni poate varia în funcție de specie, cu variațiuni pentru păsări, mamifere, pești de apă dulce, pești marini etc.

## Istoric
Soluția Ringer este denumită după Sydney Ringer, care, în perioada 1882-1885, a stabilit că o soluție care perfuzează inima unei broaște trebuie să conțină săruri de sodiu, potasiu și calciu într-o proporție precisă dacă se dorește ca inima să bată mai mult timp. Această soluție a fost ajustată în continuare în anii 1930 de Alexis Hartmann, care a adăugat lactat de sodiu pentru a forma soluția de lactat Ringer.